# Tennesseellum
Genre
Tennesseellum est un genre d'araignées aranéomorphes de la famille des Linyphiidae.

## Distribution
Les espèces de ce genre se rencontrent aux États-Unis, au Canada et au Mexique.
Tennesseellum formica a été introduite aux îles Marshall.

## Liste des espèces
Selon World Spider Catalog (version 21.5, 05/09/2020) :
- Tennesseellum formica (Emerton, 1882)
- Tennesseellum gollum Dupérré, 2013

## Publication originale
- Petrunkevitch, 1925 : « New Erigoninae from Tennessee. » Journal of the New York Entomological Society, vol. 33, p. 170-176.